# Episodi di Duel Masters Cross
Duel Masters Cross (デュエル・マスターズ クロス?, Dyueru Masutāzu Kurosu) è stato trasmesso originalmente in Giappone dal 5 aprile 2008 al 27 marzo 2010 su TV Tokyo per un totale di 100 episodi, a cui si aggiungono 2 speciali. La sigla d'apertura è Kokoro Cross! Cross my Heart! (心 クロス! Cross my Heart!?, Kokoro kurosu! Cross my Heart!, lett. "Cuore croce! Attraversa il mio cuore!") cantata dai Lovebites.

Il logo della serie

Shobu ed i suoi amici combattono contro i membri dei Fua Duelist rimanenti in modo da sconfiggere anche Zakira. Ancora una volta, si scontreranno contro gli ex membri di quest'organizzazione al torneo World Championship. Inoltre alcuni compagni del protagonista dovranno fronteggiare anche diversi duellanti provenienti dal passato.

## Lista episodi
| Nº  | Titolo italiano (traduzione letterale) Giapponese 「Kanji」 - Rōmaji                                    | In onda           | In onda |
| Nº  | Titolo italiano (traduzione letterale) Giapponese 「Kanji」 - Rōmaji                                    | Giapponese        |         |
| 1   | Zakira attacca!! 「ザキラ来襲!!」 - Zakira raishū!!                                                     | 5 aprile 2008     |         |
| 2   | Delete! 「デリート!」 - Derīto!                                                                         | 12 aprile 2008    |         |
| 3   | Hakuoh muore!? 「白凰死す!?」 - Hakuō su!?                                                              | 19 aprile 2008    |         |
| 4   | L'ambizione di Zakira 「ザキラの野望」 - Zakira no yabō                                                 | 26 aprile 2008    |         |
| 5   | La prova del Duel Master 「デュエル・マスターの証」 - Dyueru Masutā no akashi                           | 3 maggio 2008     |         |
| 6   | L'occhio dell'oscurità 「闇眼」 - Yami manako                                                           | 10 maggio 2008    |         |
| 7   | Superare la prova 「証を追え」 - Akashi o oe                                                            | 17 maggio 2008    |         |
| 8   | Un duello d'amore 「愛のデュエル」 - Ai no Dyueru                                                       | 24 maggio 2008    |         |
| 9   | Drago colpo di spada 「紫電ドラゴン」 - Shiden Doragon                                                  | 31 maggio 2008    |         |
| 10  | L'ira di Zakira 「ザキラの怒り」 - Zakira no ikari                                                      | 7 giugno 2008     |         |
| 11  | Il mistero della piramide 「謎のピラミッド」 - Nazo no Piramiddo                                        | 14 giugno 2008    |         |
| 12  | Nemico invisibile 「見えない敵」 - Mienai teki                                                          | 21 giugno 2008    |         |
| 13  | W (White) 「Ｗ」 - W (Howaito)                                                                          | 28 giugno 2008    |         |
| 14  | Addio ad Hakuoh 「白凰との別れ」 - Hakuō to no wakare                                                   | 5 luglio 2008     |         |
| 15  | Ripresa 「再開」 - Saikai                                                                               | 12 luglio 2008    |         |
| 16  | Cross Deck! 「クロスデッキ!」 - Kurosu Dekki!                                                           | 19 luglio 2008    |         |
| 17  | Il villaggio Dabebe! 「だべべ村!」 - Dabebe mura!                                                       | 26 luglio 2008    |         |
| 18  | Qualcosa di importante 「大切なもの」 - Taisetsu na mono                                                | 2 agosto 2008     |         |
| 19  | Scoperta! Dr. Root! 「発見! Dr.ルート!」 - Hakken! Dr. Rūto!                                            | 9 agosto 2008     |         |
| 20  | L'errore di calcolo di Toto 「トトの誤算」 - Toto no gosan                                              | 16 agosto 2008    |         |
| 21  | La piramide in fiamme! 「ピラミッド炎上!」 - Piramiddo enjō!                                            | 23 agosto 2008    |         |
| 22  | Confessione 「告白」 - Kokuhaku                                                                         | 30 agosto 2008    |         |
| 23  | L'attacco di W (White) 「Ｗ襲撃」 - W (Howaito) shūgeki                                                 | 6 settembre 2008  |         |
| 24  | La resurrezione di Zakira 「ザキラ復活」 - Zakira fukkatsu                                              | 13 settembre 2008 |         |
| 25  | Determinazione 「決意」 - Ketsui                                                                        | 20 settembre 2008 |         |
| 26  | Lotta mortale! Zakira 「死闘!ザキラ」 - Shitō! Zakira                                                   | 27 settembre 2008 |         |
| 27  | Il mistero di Bucketman 「謎のバケツマン」 - Nazo no Baketsuman                                         | 4 ottobre 2008    |         |
| 28  | Il duello della morte 「命がけのデュエル」 - Inochigake no Dyueru                                       | 11 ottobre 2008   |         |
| 29  | La piramide del mare 「海上のピラミッド」 - Kaijō no Piramiddo                                          | 18 ottobre 2008   |         |
| 30  | Naufragio 「沈没」 - Chinbotsu                                                                          | 25 ottobre 2008   |         |
| 31  | Yu... 「幽…」 - Yu…                                                                                     | 1º novembre 2008  |         |
| 32  | Maledizione 「呪い」 - Noroi                                                                            | 8 novembre 2008   |         |
| 33  | La guida del drago 「ドラゴンの導き」 - Doragon no michibiki                                            | 15 novembre 2008  |         |
| 34  | Il drago spada 「剣誠ドラゴン」 - Kensei Doragon                                                        | 22 novembre 2008  |         |
| 35  | La rinascita di Kokujo! 「黒城再誕!」 - Kokujō saisei!                                                  | 29 novembre 2008  |         |
| 36  | Il giorno in cui nacque il dio della morte 「死神が生まれた日」 - Shinigami ga umaretahi                | 6 dicembre 2008   |         |
| 37  | Valkyrias Musashi 「ヴァルキリアス・ムサシ」 - Varukiriasu Musashi                                      | 13 dicembre 2008  |         |
| 38  | Shori muore!? 「勝利死す!？」 - Shōri shisu!?                                                           | 20 dicembre 2008  |         |
| 39  | Amore abbandonato 「すてられた愛」 - Suterareta ai                                                      | 27 dicembre 2008  |         |
| 40  | Il potere dell'amore 「愛の力」 - Ai no chikara                                                         | 10 gennaio 2009   |         |
| 41  | Mimi e W 「ミミとＷ」 - Mimi to W                                                                       | 17 gennaio 2009   |         |
| 42  | I sentimenti di Mimi 「ミミの想い」 - Mimi no omoi                                                      | 24 gennaio 2009   |         |
| 43  | La vendetta del dio della morte 「死神の復讐」 - Shinigami no fukushū                                   | 31 gennaio 2009   |         |
| 44  | La determinazione di Hakuoh 「白鳳の決意」 - Hakuō no ketsui                                            | 7 febbraio 2009   |         |
| 45  | La fine di Yesman 「イエスマンの最期」 - Iesuman no saigo                                               | 14 febbraio 2009  |         |
| 46  | Yaesar 「ヤサエル」 - Yaesaru                                                                           | 21 febbraio 2009  |         |
| 47  | Bucketman e Yu 「バケツマンと幽」 - Baketsuman to Yu                                                    | 28 febbraio 2009  |         |
| 48  | La voce di Bucketman 「バケツマンの声」 - Baketsuman no koe                                             | 7 marzo 2009      |         |
| 49  | Situazione disperata! 「絶体絶命!」 - Zettai zetsumei!                                                  | 14 marzo 2009     |         |
| 50  | Il potere della prova 「証の力」 - Akashi no chikara                                                    | 21 marzo 2009     |         |
| SP  | Edizione speciale "Special evocazione!" 「特別編『召喚スペシャル!」 - Tokubetsu-hen “shōkan Supesharu!" | 28 marzo 2009     |         |
| 51  | Bolshack NEX! 「ボルシャック・NEX」 - Borushakku NEX                                                    | 4 aprile 2009     |         |
| 52  | Shobu in fuga 「勝舞暴走」 - Shōbu bōsō                                                                 | 11 aprile 2009    |         |
| 53  | La carta vincente di Hakuoh 「白凰の切札」 - Hakuō no kirifuda                                          | 18 aprile 2009    |         |
| 54  | L'incontro con Shobu 「勝舞との出会い」 - Shōbu to no deai                                              | 25 aprile 2009    |         |
| 55  | Il passato di Hakuoh 「白凰の過去」 - Hakuō no kako                                                     | 2 maggio 2009     |         |
| 56  | La vera forza 「本当の強さ」 - Hontō no tsuyosa                                                         | 9 maggio 2009     |         |
| 57  | Shinra Drag Moon 「神羅ドラグ・ムーン」 - Shinra Doragu Mūn                                             | 16 maggio 2009    |         |
| 58  | Evoluzione definitiva 「究極進化」 - Kyūkyoku shinka                                                    | 23 maggio 2009    |         |
| 59  | La Southern Cross sull'isola di ghiaccio 「氷の島のサザンクロス」 - Kōri no shima no Sazan Kurosu       | 30 maggio 2009    |         |
| 60  | L'oscurità ereditata 「受け継がれた闇」 - Uketsuga reta yami                                            | 6 giugno 2009     |         |
| 61  | La debolezza di Rekuta 「れく太の弱点」 - Rekuta no jakuten                                             | 13 giugno 2009    |         |
| 62  | Combo esplosiva 「爆進化コンボ」 - Bakushin-ka Konbo                                                    | 20 giugno 2009    |         |
| 63  | Iniziano le qualifiche 「予選開始」 - Yosen kaishi                                                      | 27 giugno 2009    |         |
| 64  | La distruzione del mana 「マナ破壊」 - Mana hakai                                                       | 4 luglio 2009     |         |
| 65  | Il rivale del destino 「宿命のライバル」 - Shukumei no Raibaru                                          | 11 luglio 2009    |         |
| 66  | La confessione di Ryoga 「龍牙の告白」 - Ryūga no kokuhaku                                              | 18 luglio 2009    |         |
| 67  | Il duellante del mistero 「謎のデュエリスト」 - Nazo no Dyuerisuto                                      | 25 luglio 2009    |         |
| 68  | La battaglia di Rekuta 「れく太の戦い」 - Rekuta no tatakai                                             | 1º agosto 2009    |         |
| 69  | George e Catherine 「ジョージとキャサリン」 - Jōji to Kyasarin                                          | 8 agosto 2009     |         |
| 70  | Addio alla mamma 「ママンとの別れ」 - Maman to no wakare                                                | 15 agosto 2009    |         |
| 71  | L'incontro con Yu 「幽との出会い」 - Yu to no deai                                                      | 22 agosto 2009    |         |
| 72  | Duema di gioia 「喜びのデュエマ」 - Yorokobi no Dyuema                                                  | 29 agosto 2009    |         |
| 73  | La nemesi addormentata 「眠れる強敵」 - Nemureru kyōteki                                                | 5 settembre 2009  |         |
| 74  | Svegliati! Shobu 「目覚めよ!勝舞」 - Mezameyo! Shōbu                                                    | 12 settembre 2009 |         |
| 75  | Appare, Gyujiro 「牛次郎、現る」 - Gyūjirō, genru                                                       | 19 settembre 2009 |         |
| 76  | Trappola 「罠」 - Wana                                                                                  | 26 settembre 2009 |         |
| 77  | Svegliati! Hakuoh 「目覚めろ!白凰」 - Mezamero! Hakuō                                                   | 3 ottobre 2009    |         |
| 78  | Promessa 「約束」 - Yakusoku                                                                            | 10 ottobre 2009   |         |
| 79  | Il cavallo segreto di Taro 「馬太郎の秘密」 - Uma Tarō no himitsu                                       | 17 ottobre 2009   |         |
| 80  | Duema di rabbia 「怒りのデュエマ」 - Ikari no Dyuema                                                    | 24 ottobre 2009   |         |
| 81  | Piccolo torneo mondiale 「小さな世界大会」 - Chīsana sekai taikai                                       | 31 ottobre 2009   |         |
| 82  | Il deck difensivo 「守り合うデッキ」 - Mamori au Dekki                                                  | 7 novembre 2009   |         |
| 83  | La resa dei conti! Dragon Mask 「対決!ドラゴンマスク」 - Taiketsu! Doragon Masuku                       | 14 novembre 2009  |         |
| 84  | La più grande debolezza 「最強の弱点」 - Saikyō no jakuten                                              | 21 novembre 2009  |         |
| 85  | Verso l'isola dei Duema 「デュエマ島へ」 - Dyuema shima e                                               | 28 novembre 2009  |         |
| 86  | Bestia spettrale 「不気味な野獣」 - Bukimina yajū                                                       | 5 dicembre 2009   |         |
| 87  | Ragazza magica 「魔法少女」 - Mahō shōjo                                                                | 12 dicembre 2009  |         |
| 88  | Paura 「恐怖」 - Kyōfu                                                                                  | 19 dicembre 2009  |         |
| 89  | Una minaccia incombente 「迫り来る脅威」 - Semari kuru kyōi                                             | 26 dicembre 2009  |         |
| 90  | Alzati! Ryoga!! 「起て!龍牙!!」 - Tate! Ryūga!!                                                         | 9 gennaio 2010    |         |
| 91  | Inizia il secondo turno!! 「二回戦開始!!」 - Ni-kaisen kaishi!!                                         | 16 gennaio 2010   |         |
| 92  | Una battaglia mortale con una ragazza magica!! 「魔法少女との死闘!!」 - Mahō shōjo to no shitō!!        | 23 gennaio 2010   |         |
| 93  | La fatidica resa dei conti 「因縁の対決」 - In'nen no taiketsu                                          | 30 gennaio 2010   |         |
| 94  | L'amore di mamma 「ママンの愛」 - Maman no ai                                                           | 6 febbraio 2010   |         |
| 95  | Gedo 「ゲドー」 - Gedō                                                                                  | 13 febbraio 2010  |         |
| 96  | Sconvolto 「動揺」 - Dōyō                                                                               | 20 febbraio 2010  |         |
| 97  | Cicatrici emotive 「心の傷」 - Kokoro no kizu                                                           | 27 febbraio 2010  |         |
| 98  | Never 「ネバー」 - Nebā                                                                                 | 6 marzo 2010      |         |
| 99  | La determinazione di Mimi 「ミミの決意」 - Mimi no ketsui                                               | 13 marzo 2010     |         |
| 100 | La resa dei conti! Kill Me!! 「対決!キルミー!!」 - Taiketsu! Kiru Mī!!                                  | 20 marzo 2010     |         |
| SP  | Evocazione! Le nostre creature! 「召喚！俺達のクリーチャー！」 - Shōkan! Oretachi no Kurīchā!           | 27 marzo 2010     |         |